# Monteux
 Monteux  es una población y comuna francesa, en la región de Provenza-Alpes-Costa Azul, departamento de Vaucluse, en el distrito de Carpentras y cantón de Carpentras-Sud.
Está integrada en la Communauté de communes les Sorgues du Comtat.

## Demografía
| 5237 | 5867 | 6471 | 7524 | 8157 | 9564 |
| Para los censos de 1962 a 1999 la población legal corresponde a la población sin duplicidades (Fuente: INSEE [Consultar]) |      |      |      |      |      |

Forma parte de la aglomeración urbana de Aviñón.